# Prvo Klemnovo pismo Korinčanom
Klemenovo pismo Korinčanom je papeško pismo, ki ga je napisal Klemen I., takratni škof Rima, okoli leta 96 pripadnikom krščanske občine v Korintu.
Le-ta je imela probleme z nekaterimi prezbiteriji, ki so jih odpustili, zaradi česar je nastal razkol v občini. Klemen I. je tako vse vpletene strani pozval k ponižnosti, edinosti,... in naročil, da naj se odpuščene prezbiterije ponovno zaposli.
S tem pismom se je tudi utrdil položaj rimskega škofa kot vodilnega škofa znotraj krščanske cerkve oz. papeža.